# Фортуна (Шаргород)
Футбольний клуб «Фортуна» — український футбольний клуб з міста Шаргорода Вінницької області.

## Див. також

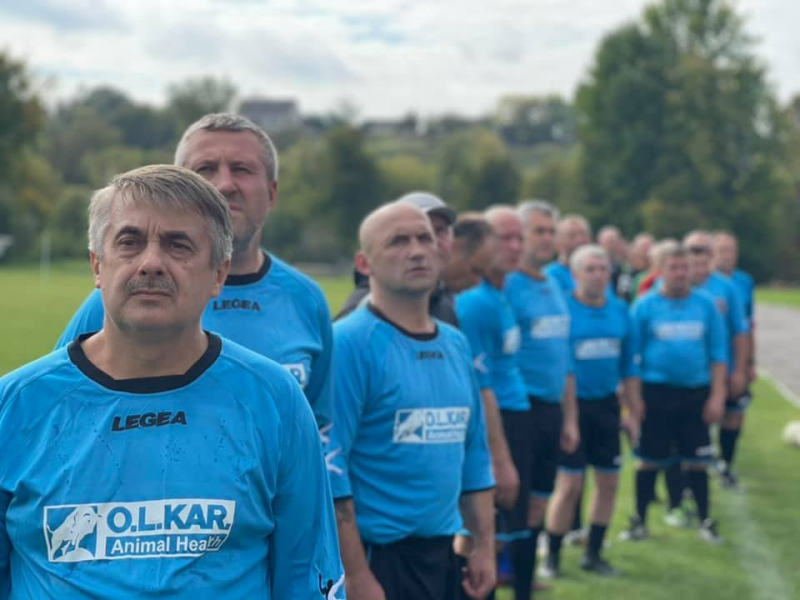
Ветерани ФК «Фортуна» в 2021 році

## Всі сезони в незалежній Україні
| Сезон   | Чемпіонат     | Чемпіонат | Чемпіонат | Чемпіонат | Чемпіонат | Чемпіонат | Чемпіонат | Чемпіонат | Кубок       | Кубок | Кубок | Кубок | Кубок | Кубок | Кубок | Примітка                            |
| Сезон   | Ліга          | Місце     | І         | В         | Н         | П         | М         | О         | Етап        | І     | В     | Н     | П     | М     | О     | Примітка                            |
| ------- | ------------- | --------- | --------- | --------- | --------- | --------- | --------- | --------- | ----------- | ----- | ----- | ----- | ----- | ----- | ----- | ----------------------------------- |
| 1997/98 | Друга Група Б | 12 з 17   | 32        | 11        | 5         | 16        | 37−53     | 38        | 1/16 фіналу | 6     | 3     | 1     | 2     | 6−6   | 7     |                                     |
| 1998/99 | Друга Група Б | 13 з 16   | 26        | 1         | 2         | 23        | 5−26      | 5         | —           | —     | —     | —     | —     | —     | —     | Дискваліфікована після першого кола |
| Всього  | Друга         | 2 сезони  | 58        | 12        | 7         | 39        | 42−79     | 31        | >1 сезон    | 6     | 3     | 1     | 2     | 6−6   | 7     |                                     |